# 鉄道模型趣味
『鉄道模型趣味』（てつどうもけいしゅみ）は日本の月刊鉄道模型雑誌。

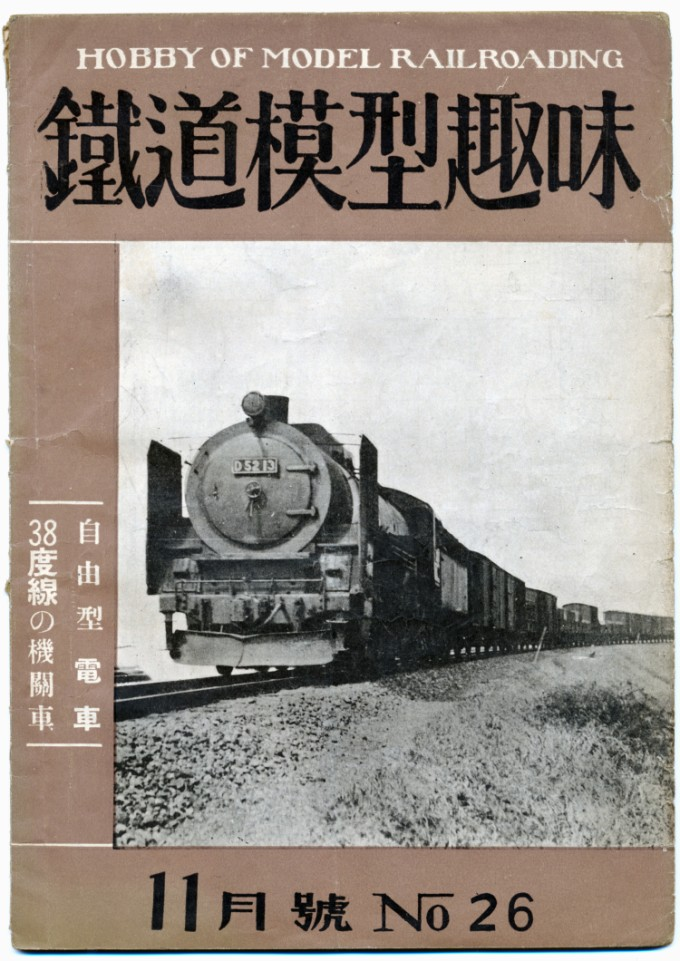
鉄道模型趣味1950年11月号 表紙写真：高松吉太郎撮影

## 概要
山崎喜陽によって創刊された鉄道模型雑誌で、機芸出版社が発行している。各種縮尺（スケール）・軌間（ゲージ）の鉄道模型を扱っている。
表題とする鉄道模型分野のみならず、現存する鉄道趣味関連の雑誌でも日本最古参の存在となっており、1951年に『鉄道ピクトリアル』が創刊されるまでは、日本唯一の鉄道趣味雑誌であった。そのため最初期には模型のみならず実車の情報を扱っていた時期もある。その後も模型化の資料として、車両や構造物、建築物を図面と写真付きで記事化している。その後、2019年に名取紀之が編集長を引継いだ際に、初期のレイルマガジンの編集方針が持ち込まれ、実車についても資料的価値のあるものは積極的に掲載する方針に転換している。
内容は主にNゲージと16番ゲージの自社コンテスト受賞作や読者投稿から出された模型車両やレイアウトの工作記事が主で、各社の新製品の情報、店舗広告などが掲載されている。
Tetsudo Mokei Shumiの頭文字をとって「TMS」とも呼ばれる。増刊として既刊誌の中の記事をテーマごとに抜粋した特集シリーズなどが1957年(昭和32年)1月から1965年(昭和40年)4月に掛けて17冊刊行されていた。

## 沿革
- 1946年6月 - 孔版印刷による旧1号を発行（350部 一部7円50銭） 。旧3号（1946年9月）まで発行される。
- 1947年2月 - 活版印刷による新1号で改めてスタート[注釈 1](1400部 一部14円。12円での発売を予定し価格も印刷していたが、編集中のインフレ進行によって判子により訂正した)[1]。
- 1950年5月 - 戦後間もなくの用紙供給事情による不定期発行の期間を経て、1950年5月の20号以後は月刊発行となった。
- 1957年1月 - 初の特集シリーズである「鉄道模型作品20題」が刊行された。本書の特集シリーズとしての通算番号は「1」である。
- 1965年11月 - 特集シリーズとしては最後となる「小レイアウトと小型車輌」が刊行された。
- 1967年9月 - 特集シリーズ各書に続く単行本として「レイアウト全書」が刊行された。この後「レイアウト・モデリング」「レイアウト・テクニック」として三部作的にレイアウト関連書籍が発行される。
- 1974年6月15日 - レイアウト、シーナリーセクション製作の参考書として、河田耕一編『シーナリィ・ガイド』を発行、その不定期に重版。
- 1975年 - TMS設計の9mmゲージ流線型C55エッチング板（製作しなのマイクロ）を販売。10月号に製作記事を掲載[2]。
- 1978年 - この年より、7月および12月の年2回 、Nゲージを中心とした若年層向けの増刊『PLAY MODEL（プレイモデル）』を発行開始。通算12号にわたって刊行後、1984年7月より『Nゲージマガジン』に改題、判形を変更。
- 1988年4月25日 - 『シーナリィ・ストラクチャー ガイド 1』 片野正巳 編、河田耕一 共著 発行。
- 1995年1月7日 - 『ストラクチャー モデリング 1』 片野正巳 編 発行（ISBN 978-4905659044）。
- 2003年11月 - 山崎喜陽の逝去に伴い、正式に石橋春生（筆名：赤井哲郎）[注釈 2]が社長兼編集長に就任[注釈 3]。
- 2015年12月 - 『Nゲージマガジン』が第64号をもって休刊。
- 2019年4月 - 石橋の社長・編集長退任、元Rail Magazine編集長の名取紀之が取締役編集長に就任[注釈 4]。
- 2023年7月 - 本誌2023年9月号にて、長らく本誌のイラストを描いていた小林信夫の死去を発表。